# Monument van professor F.C. Donders
Het monument van professor F.C. Donders is een kunstwerk in de Nederlandse stad Utrecht. Het is in 1921 onthuld ter ere van de Utrechtse hoogleraar en oogarts Franciscus Cornelis Donders (1818-1889). 
Het kunstwerk bevindt zich op het Janskerkhof. De  Nederlandsche Maatschappij tot de Bevordering der Geneeskunst schonk het aan de stad. De beeldhouwer Toon Dupuis vervaardigde het monument in brons en graniet. Het bestaat uit een bronzen beeld van Donders dat op een sokkel is geplaatst. Aan weerszijden van de sokkel bevinden zich reliëfs waarop blinden en arbeiders zijn uitgebeeld.

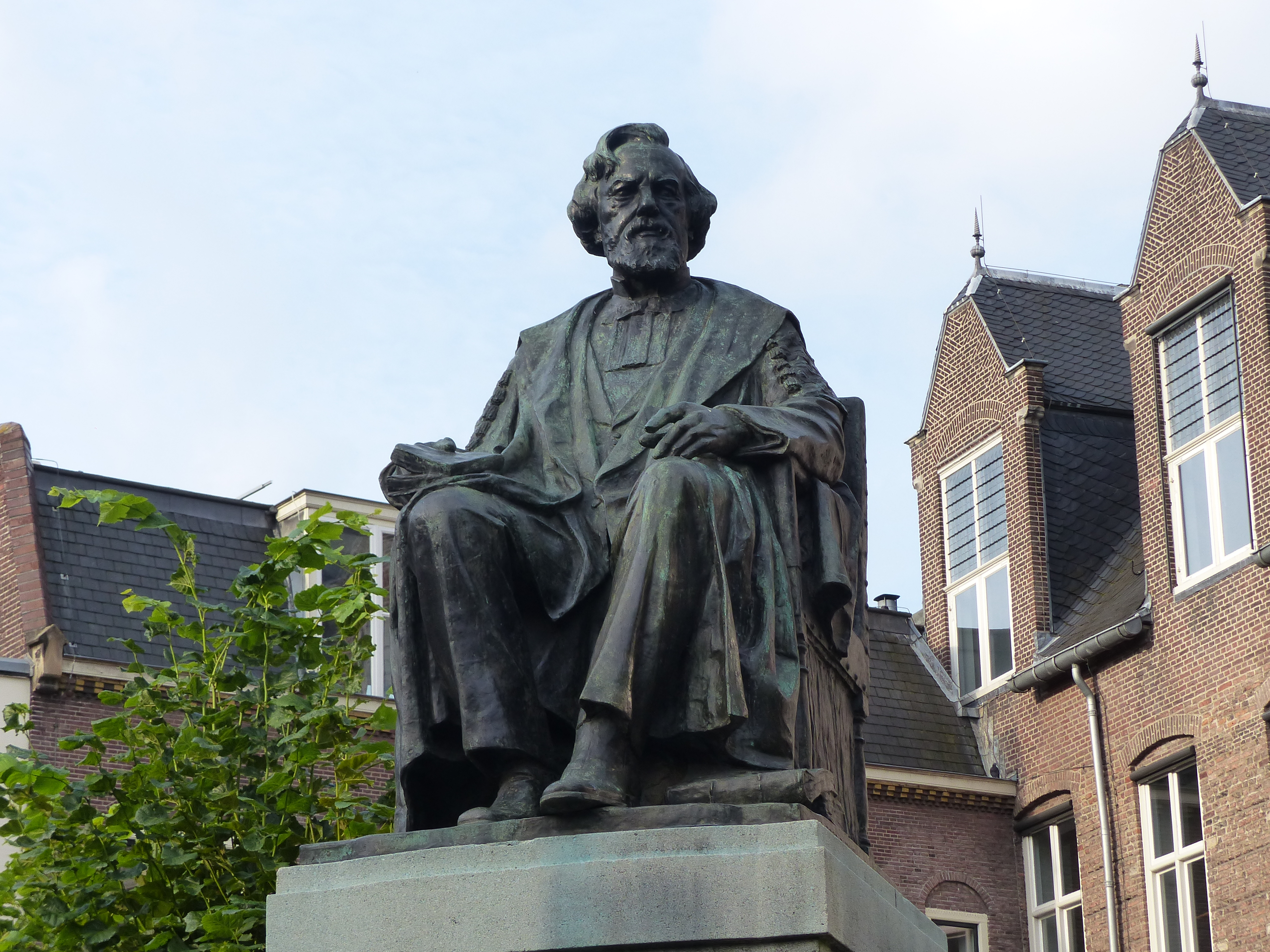
Close-up van het bronzen beeld